# Rewolta świętego Tytusa
Rewolta świętego Tytusa (gr. Eπανάσταση του Αγίου Τίτου) – powstanie ludności kreteńskiej przeciwko Wenecjanom w latach 1363–1368. Celem zrywu było utworzenie niepodległego państwa kreteńskiego „Republiki świętego Tytusa”. Była to pierwsza rebelia na terenach kontrolowanych przez Republikę Wenecką, w której do walki z nią obok ludności greckiej stanęli również łacinnicy.

## Kreta pod panowaniem Wenecjan
Kreta została kupiona przez Wenecję po IV krucjacie, w roku 1211. Lokalizacja wyspy ułatwiała ekspansję oraz zachowanie weneckiej dominacji morskiej we wschodnim basenie Morza Śródziemnego. Rozwijał się tutaj przemysł morski oraz handel, jednak zyski były kierowane do Wenecji. Po zarazie w 1348 zaczęto intensywną kolonizację wyspy łacinnikami, oferując ziemię w zamian za płacenie podatków, obowiązek obrony kraju oraz lojalność. Przez cały czas na mieszkańcach ciążył obowiązek utrzymania floty bojowej. Na początku lat 60. XIV wieku republika kupiecka doznała znacznego kryzysu gospodarczego, co zwiększyło fiskalizm oraz protekcjonizm, zwłaszcza na ziemiach podległych. M.in. zakazano wywozu zboża z wyspy, ograniczono swobodę podróży morskiej okrętom kreteńskim. W 1362 roku wyspę dotknęła kolejna zaraza, zaś równoległe braki w skarbcu spowodowały dwukrotne podniesienie podatków. To stało się bezpośrednim powodem wybuchu powstania w 1363 roku.

## Powstanie
Przed powstaniem łacińscy właściciele ziemscy podjęli próbę zmniejszenia ucisku fiskalnego oraz uwolnienia gospodarki. Książę Candanii (tytuł nadawany dla gubernatora tej kolonii weneckiej), Dandolo Leonardo, poparł politykę władz republiki. Następnego dnia po jego deklaracji około 70 feudałów zebrało się w kościele Św. Tytusa (patrona wyspy), gdzie ustalili prośbę do senatu w Wenecji, doży Lorenzo Celsi oraz księcia Candanii. Ten ostatni odmówił wszelkich rozmów, podniósł dodatkowo podatki oraz zagroził karą śmierci oraz konfiskatą mienia dla niepokornych. Następnego dnia feudałowie dokonali szturmu na Pałac Dożów, aresztowano Dandolo i jego doradców. W ciągu tygodnia powstańcy przejęli kontrolę nad całą wyspą. Nowe władze wybrały Marco Gradenigo Starszego na gubernatora oraz rektora wyspy; wizerunek św. Tytusa wybrany został na godło nowo powstałej Republiki Świętego Tytusa; dopuszczono Greków do urzędów oraz Rady Wielkiej; zniesiono im ograniczenia dot. wyświęcenia duchownych greckich.
Na początku jesieni władze centralne dowiedziały się o powstaniu. Senat uznał zagrożenie za znaczące, porównywalne z tradycyjnym wrogiem republiki, czyli Genui. Pierwszą reakcją było wysłanie negocjatora na wyspę. Negocjacje się nie powiodły, więc Wenecja przystąpiła do zbierania armii w celu stłumienia buntu szukając wsparcia u papieża, króla węgierskiego, wielkiego mistrza szpitalników, króla Neapolu, doży Genui i innych łacinników. Wielu z nich wsparło Wenecjan flotą oraz żołnierzami. Wielka armia szybko pokonała wojska powstańcze, zaaresztowano głównych przywódców rewolty, niedobitki powstańców znalazły schronienie w górach. Mniejsi przywódcy prowadzili wojnę partyzancką ze zmiennym szczęściem. Ostatecznie ostatni rebelianci pokonani zostali w 1368 roku.